# 于錫來
于錫來（1906年4月29日—1990年7月1日）。江蘇省金壇縣人。民國37年（1948年）在江蘇省第一選區當選第一屆立法委員。

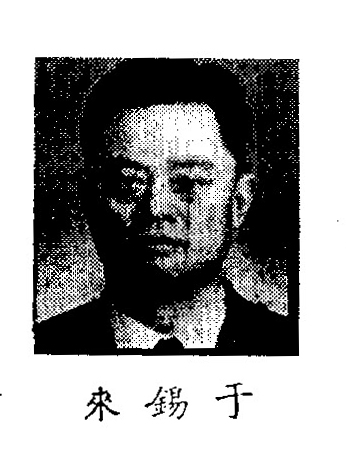
出席制憲國民大會代表時

## 生平[1][2][3][4][5][6][7]
- 國立中央大學法學院畢業
- 英國劍橋大學研究員
- 制憲國民大會代表
- 國民參政員
- 江蘇省參議會副議長
- 中央黨部組織部人事處長
- 江蘇省黨部書記長兼代江蘇省黨部主任委員
- 江蘇省奉賢縣縣長中央黨部選舉委員會指導組組長